# Terra cremada (còmic)
Terra cremada és una novel·la gràfica de ficció de l'autor Pau Pèrrim publicada per la Fundació Reeixida l'any 2019. El còmic és una distopia en què es mostra una Catalunya esclafada per una tirania orwelliana d'ideals espanyolistes.

## Argument
Catalunya ja no és Catalunya. És el Nordestepeninsular. Tot el país és un gran camp de concentració on dirigir-se en català a un policia és delicte d'odi i on també està prohibit aixecar castells. L'ordre el mantenen les anomenades Fuerzas Especiales y Milicias de Seguridad (FEMS), el braç armat d'un govern espanyol cavernari que ha sotmès el país amb mà de ferro. Fins i tot hi ha un Ministerio de Asuntos Catalanes des d'on es planifica una neteja ètnica i el trasllat forçat de milers de catalans a altres indrets de l'Estat.